# Phyllodactylus unctus
Espèce
Synonymes
- Diplodactylus unctus Cope, 1864

Statut de conservation UICN

 NT  : Quasi menacé
Phyllodactylus unctus est une espèce de geckos de la famille des Phyllodactylidae.

## Répartition
Cette espèce est endémique du Mexique. Elle se rencontre dans le Michoacán et en Basse-Californie du Sud.

## Publication originale
- Cope, 1864 "1863" : Descriptions of new American Squamata in the Museum of the Smtihsonian Institution. Proceedings of the Academy of Natural Sciences of Philadelphia, vol. 15, p. 100-106 (texte intégral).